# Thomas Rostollan
Thomas Rostollan (Marsella, 18 de març de 1986) és un ciclista francès, que va debutar professionalment el 2013 i actualment milita a l'equip Armée de Terre.
És net del també ciclista Louis Rostollan.

## Palmarès
- 2006
  - Vencedor d'una etapa al Tour de La Reunió
- 2008
  - 1r al Gran Premi Chantal Biya i vencedor d'una etapa
- 2009
  - Vencedor d'una etapa a la Volta a Navarra
- 2010
  - Vencedor d'una etapa al Tour des Landes
- 2011
  - 1r al Tour de la Manche i vencedor d'una etapa
- 2012
  - 1r al Tour del Pays Roannais i vencedor d'una etapa
  - 1r al Tour de Dordogne
  - 1r al Tour d'Auvergne i vencedor d'una etapa
  - Vencedor d'una etapa a l'An Post Rás
- 2015
  - 1r al Gran Premi Cristal Energie
  - 1r al Tour de La Reunió i vencedor de 3 etapes
  - Vencedor d'una etapa al Tour del Jura
- 2016
  - Vencedor d'una etapa al Tour de Bretanya